# Fabiano Eller
Fabiano Eller dos Santos (Linhares, 16 novembre 1977) è un ex calciatore brasiliano, di ruolo difensore.

## Palmarès

### Competizioni statali
- Campionato Carioca: 3

Vasco da Gama: 1998
Flamengo: 2004
Fluminense: 2005
- Taça Guanabara: 1

Flamengo: 2004
- Taça Rio: 1

Fluminense: 2005

### Competizioni nazionali
- Campionato brasiliano: 2

Vasco da Gama 1997, 2000
- Torneo Rio-San Paolo: 1

Vasco da Gama: 1999

### Competizioni internazionali
- Coppa Libertadores: 3

Vasco da Gama: 1998
Internacional: 2006, 2010
- Coppa Mercosur: 1

Vasco da Gama: 2000
- Coppa del mondo per club: 1

Internacional: 2006